# Drahlín
Drahlín (en allemand : Drahlin) est une commune du district de Příbram, dans la région de Bohême-Centrale, en République tchèque. Sa population s'élevait à 557 habitants en 2020.

## Géographie
Drahlín se trouve à 6 km au nord-nord-ouest de Příbram et à 51 km au sud-ouest de Prague.
La commune est limitée par la zone militaire de Brdy au nord-ouest et au nord, par Sádek à l'est, par Lhota u Příbramě au sud, et par Obecnice à l'ouest.

## Histoire
La première mention écrite de la localité date de 1324.

## Transports
Par la route, Drahlín se trouve à 7,5 km de Příbram et à 67 km de Prague.